# Cumulopuntia tortispina
Cumulopuntia tortispina ist eine Pflanzenart in der Gattung Cumulopuntia aus der Familie der Kakteengewächse (Cactaceae). Das Artepitheton tortispina bedeutet ‚mit gedrehten Stacheln‘.

## Beschreibung
Cumulopuntia tortispina bildet Polster. Die elliptischen bis eiförmigen, stark gehöckerten Triebabschnitte sind bis zu 7 Zentimeter lang. Die großen und eingesenkten Areolen fehlen an der Basis der Triebabschnitte. Die oberen Areolen tragen bis zu 20 nadelige, ausgebreitete, gelegentlich von der Basis auswärts gebogene oder kammförmige Dornen, die bis zu 5 Zentimeter lang werden.
Die gelben, rot oder purpurfarben überhauchten Blüten weisen eine Länge von bis zu 5 Zentimeter auf. Ihr Perikarpell ist nur entlang des Randes mit Areolen besetzt, die rötlich braune Borsten tragen. Die zylindrischen, glatten Früchte sind bis zu 4 Zentimeter lang. An ihrem Rand befinden sich 3 bis 5 Millimeter lange Borsten.

## Verbreitung und Systematik
Cumulopuntia tortispina ist in Hochlagen der chilenischen Region Antofagasta verbreitet.
Die Erstbeschreibung erfolgte 1980 durch Friedrich Ritter.

## Nachweise